# Hrungnir
Hrungnir is in de Noordse mythologie een Jötun. Hij is er de koning der Steenreuzen.

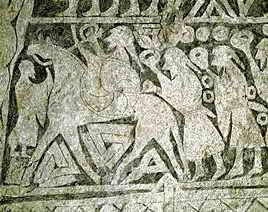
Odin met Sleipnir, Valknuts staan onder het paard getekend (Steen van Tängelgarda)

Hij ontmoet Odin en geraakt met hem in een woordenstrijd over wie van beiden het snelste paard bezit. Odin wint met Sleipnir de wedstrijd, maar Hrungirs ros Gullfaxi is nog altijd zo snel, dat het Asgard binnen stormt, waar zijn heer aan een gelag deelneemt, zoals het de wetten der gastvrijheid voorschrijven. De reus, die zich mateloos bedrinkt, voert grootsprakerige redevoeringen, waarbij hij laat horen dat hij van plan is Freya en Sif te ontvoeren en de verzamelde Asen te doden. 
Het komt ten slotte tot een tweekamp tussen Thor, begeleid door Thialfi, en Hrungir, gesteund door de Leemreus Mökkurkalfi. Hrungnir en de Leemreus vinden daarbij de dood.
Zijn hart was net als zijn hoofd van steen en had een speciale vorm, het was driehoekig. Daardoor werden de Valknut en de Keltische Triquetra ook Hrungnirs hart genoemd.
Volgens een versie van het verhaal spatte Hrungnirs hart in duizenden scherven uit elkaar en zijn alle wetstenen ter wereld van deze scherven afkomstig. Een der scherven boorde zich in Thors voorhoofd en weerstond alle pogingen het te verwijderen; men maande daarom dat een wetsteen niet achteloos neergeworpen mag worden, want dit zou bij Thor pijn veroorzaken.